# Michael Kiernan
Pour les articles homonymes, voir Kiernan.
Michael Joseph Kiernan, est né le 17 janvier 1961 à Cork (Irlande). C’est un joueur de rugby à XV, qui joue avec l'équipe d'Irlande de 1982 à 1991 évoluant au poste de trois-quarts centre ou d'ailier.

## En équipe nationale
Il a sa première cape internationale le 23 janvier 1982, à l’occasion d’un match contre le pays de Galles. 
Il obtient un total de 43 capes internationales sous le maillot vert, jouant une seule Coupe du Monde.
Il inscrit un record de 308 points en matchs internationaux avec
l'Irlande, alors qu'il ne bute qu'à compter de sa 11e sélection (c'était Ollie Campbell auparavant). En effet, il inscrit 300 points en 33 matchs.

## Palmarès
- 43 sélections avec l'équipe d'Irlande.
- 308 points
- 6 essais, 40 transformations, 6 drops, 62 pénalités
- Sélections par année : 4 en 1982, 4 en 1983, 3 en 1984, 4 en 1985, 5 en 1986, 7 en 1987, 6 en 1988, 4 en 1989, 5 en 1990, 1 en 1991.
- Tournois des Cinq Nations disputés : 1982, 1983, 1984, 1985, 1986, 1987, 1988, 1989, 1990, 1991.
- 3 Tournois victorieux : 1982, 1983, 1985.
- Coupe du monde de rugby disputée : 1987.

- 3 sélections avec les Lions britanniques en 1983 en Nouvelle-Zélande.